# Oboračka rijeka
Oboračka rijeka je rijeka u Bosni i Hercegovini, desni pritok Vrbasa.
U rijeku Vrbas se ulijeva u Donjem Vakufu. Cjelokupan tok rijeke se nalazi u općini Donji Vakuf.
Površina porječja Oboračke rijeke je 58 km2.